# Ratiboř (district de Vsetín)
Pour les articles homonymes, voir Ratiboř.
Ratiboř (en allemand : Ratiborsch) est une commune du district de Vsetín, dans la région de Zlín, en Tchéquie. Sa population s'élevait à 1 847 habitants en 2020.

## Géographie
Ratiboř se trouve à 7 km au nord-ouest de Vsetín, à 25 km au nord-est de Zlín et à 263 km à l'est-sud-est de Prague.

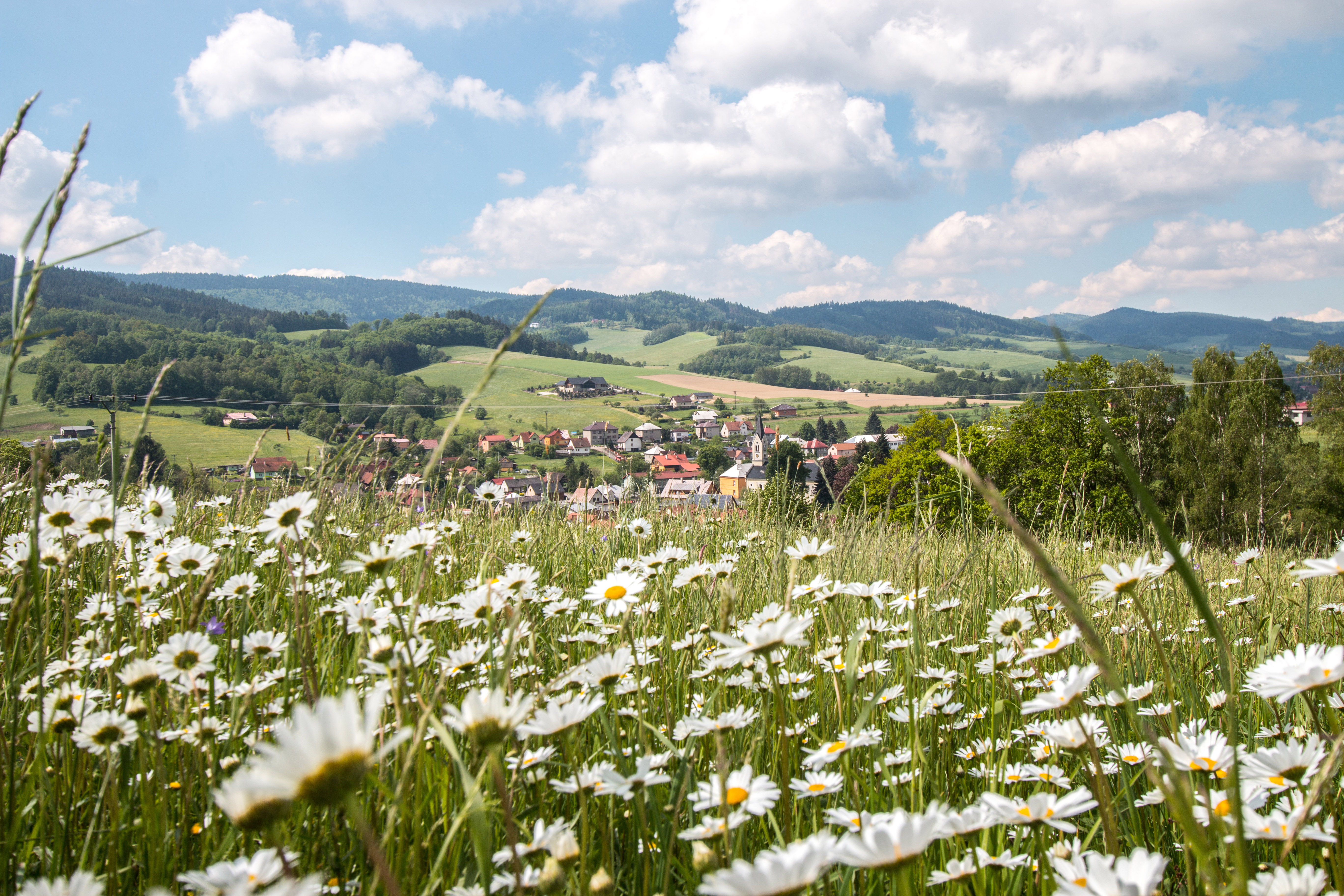
Ratiboř : vue générale.

La commune est limitée par Kateřinice et Pržno au nord, par Jablůnka et Vsetín à l'est, par Lhota u Vsetína et Liptál au sud, et par Hošťálková à l'ouest.

## Histoire
La première mention écrite du village date de 1306.